# Challenger de Tucumán
El Challenger de Tucumán es un torneo profesional de tenis. Pertenece al ATP Challenger Tour. Se juega desde el año 2024 sobre polvo de ladrillo, en San Miguel de Tucumán.

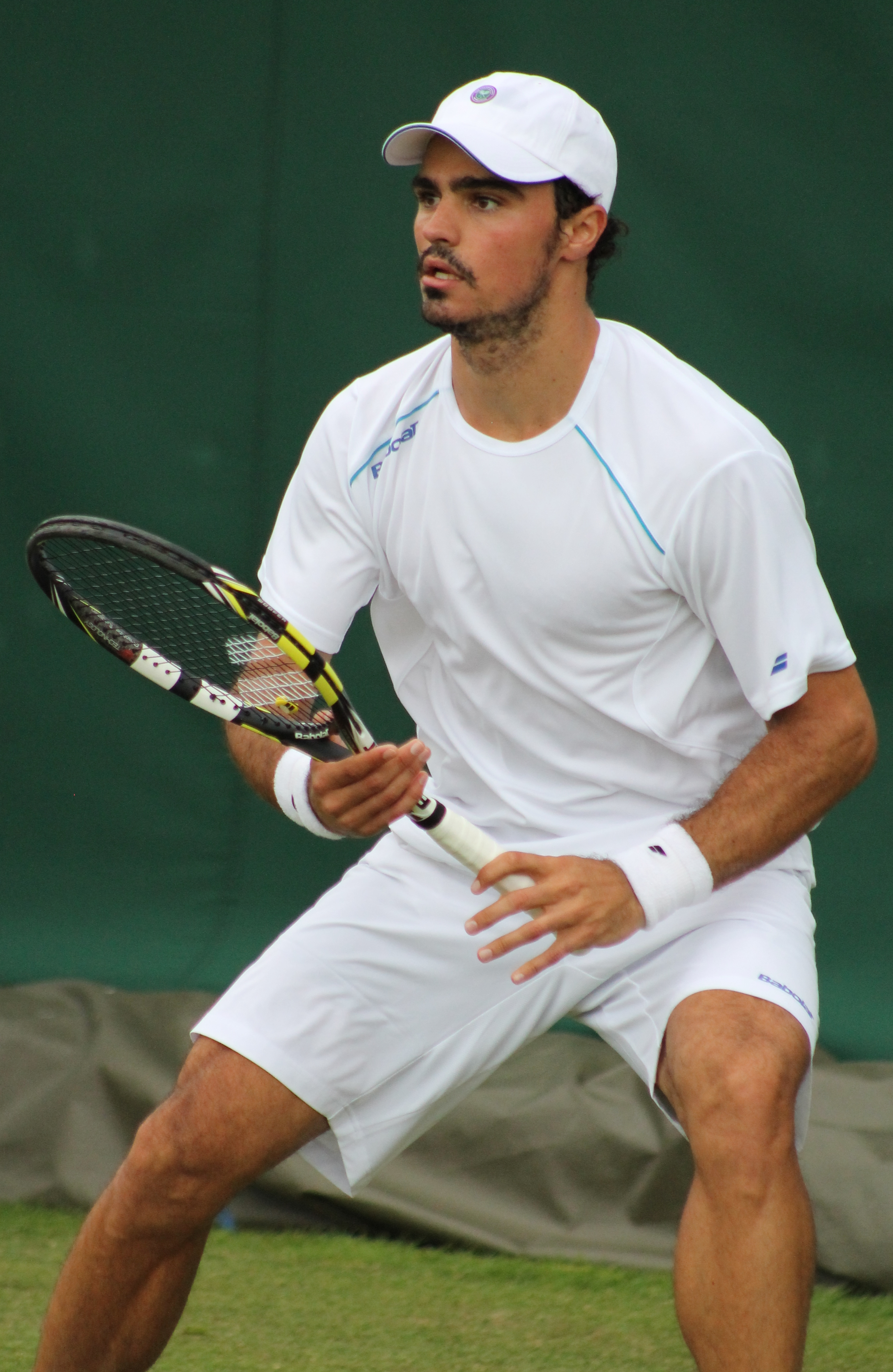
Andrea Collarini, primer ganador del torneo.

## Palmarés

### Individuales
| Año  | Campeón          | Finalista                  | Resultado     |
| ---- | ---------------- | -------------------------- | ------------- |
| 2024 | Andrea Collarini | Hernán Casanova            | 6–4, 7–6(7–3) |
| 2025 | Alex Barrena     | Santiago Rodríguez Taverna | 7–5, 6–2      |

### Dobles
| Año  | Campeones                                 | Finalistas                             | Resultado        |
| ---- | ----------------------------------------- | -------------------------------------- | ---------------- |
| 2024 | Gonzalo Villanueva Luís Britto            | Patrick Harper David Stevenson         | 6–3, 6–2         |
| 2025 | Conner Huertas del Pino Federico Zeballos | Luciano Emanuel Ambrogi Máximo Zeitune | 1–6, 6–2, [10–8] |